# Ikun-Ischar
Ikun-Ischar war ein König von Mari, der wahrscheinlich im 24. Jahrhundert v. Chr. regierte. Die genaue chronologische Einordnung ist jedoch noch umstritten. Er ist bisher nur von Texten aus Ebla bekannt. In der syrischen Stadt Ebla fand sich 1974 ein mehrere tausend Texte umfassendes Archiv, dessen Urkunden ein Schlaglicht auf Kultur, Gesellschaft und Geschichte dieser Zeit werfen. Vor diesem Fund waren so gut wie keine Inschriften aus dieser Epoche und aus dieser Region bekannt.
Ikun-Ischar war Nachfolger von Enna-Dagan und Zeitgenosse von Isar-Damu, der König in Ebla war. Beide Herrscher kamen zur etwa selben Zeit auf den Thron. Ikun-Ischar scheint nur kurz regiert zu haben und wird nur in zwei Dokumenten aus Ebla genannt, die beide in die ersten Regierungsjahre von Isar-damu datieren.